# 佐佐木行忠

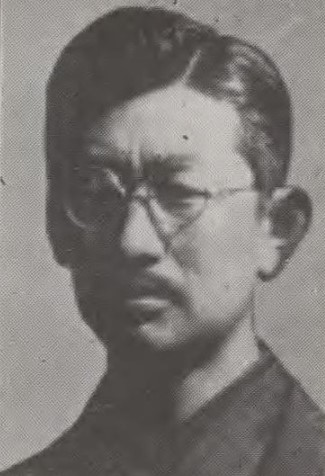
佐佐木行忠

佐佐木 行忠（ささき ゆきただ、1893年〈明治26年〉7月26日 - 1975年〈昭和50年〉8月10日）は、日本の華族。侯爵、貴族院議員。神社本庁統理や神宮の大宮司、國學院大學理事長・学長を務めるなど神職界で中心的な働きをした。

## 来歴
1893年、東京府（現・東京都）に生まれる。祖父佐佐木高行の死去に伴い、1910年3月12日、侯爵を襲爵。1914年、学習院高等科を卒業して京都帝国大学法科大学政経科に進み、1917年、東京帝国大学文科大学に転入学。在学中の1918年7月25日に貴族院侯爵議員となり、以後は国政に専念、1937年と1944年には貴族院副議長も務めた。1946年4月25日、貴族院議員を辞職。
1934年から皇典講究所所長・1942年から國學院大學学長を歴任。戦後GHQの指令によって皇典講究所が解散した際には國學院の財団創立に奔走、理事長に就任したが公職追放を受ける。1946年に神社本庁顧問、1951年に伊勢神宮大宮司、1959年に神社本庁統理を務めた。1959年からは國學院大學の理事長・学長に復帰した。1970年に同理事長及び学長を退任。なお、学校法人國學院大學栃木学園理事長（1958年～1970年）・國學院大學栃木短期大学初代学長（1968年～1969年）を兼任。
墓所は青山霊園(1イ21-8,9-9)。

## 栄典
- 1916年（大正5年）8月21日 - 正五位[6]
- 1931年（昭和6年）5月01日 - 帝都復興記念章[7]

## 家族・親族
祖父は佐佐木高行。父は佐佐木高美。妻・米子は元宮内省大膳頭・上野季三郎の四女。行忠・米子夫妻の長男・行美は東京大学理学部の教授を務め、住友財閥の16代目当主・住友吉左衛門友成の長女と結婚した。長女・美枝子は串田孫一の妻、串田和美の母。行忠の義兄に服部金太郎の長男で服部時計店の2代目社長を務めた服部玄三と加藤高明の次男で東明火災海上保険（現・日新火災海上保険）の取締役を務めた加藤厚太郎が、義弟に團琢磨の長男で九州朝日放送会長を務めた團伊能がいる。元東洋レーヨン会長・伊藤與三郎の妻・志保子は従妹。